# Whaleboot

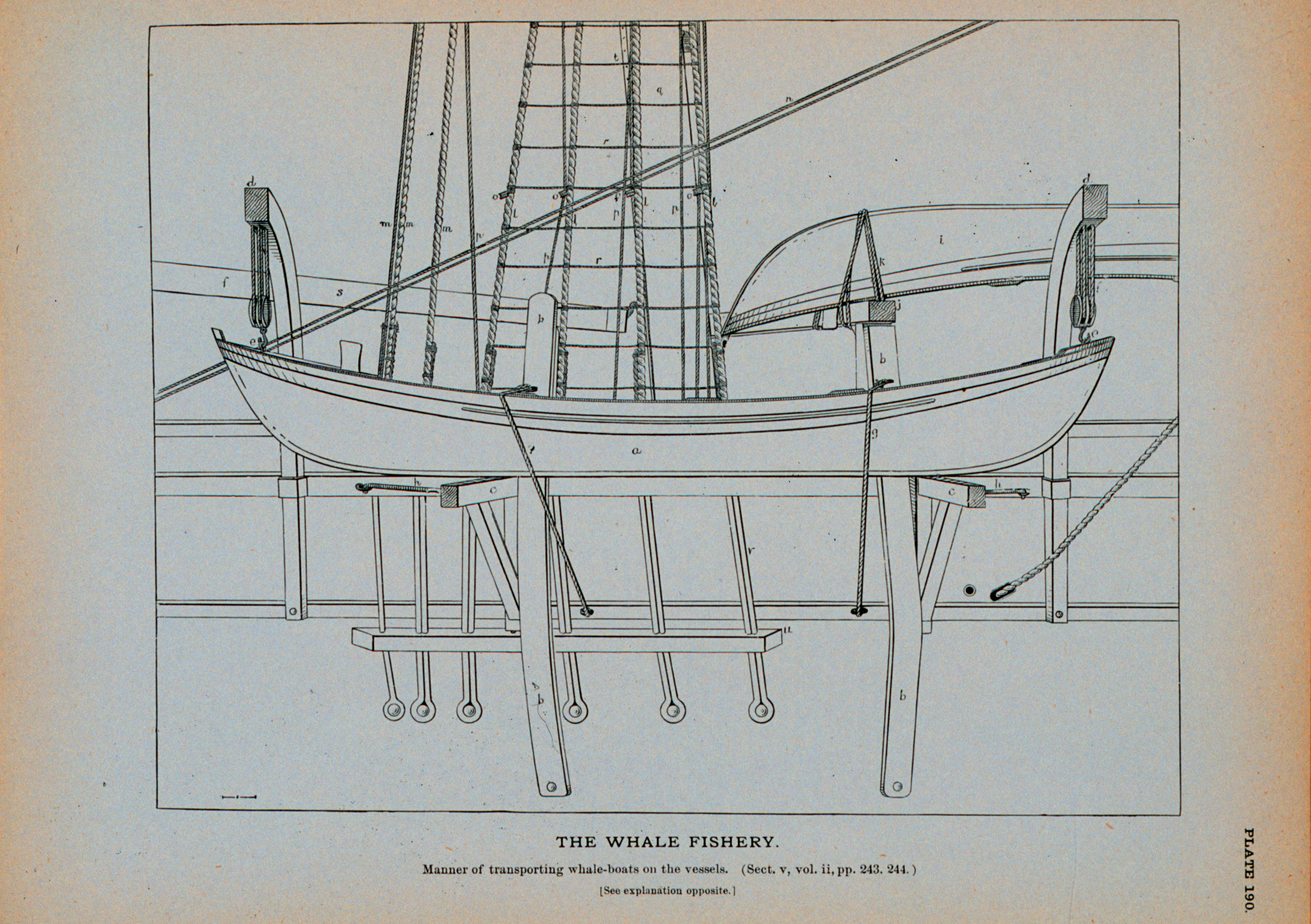
Een klassieke whaleboot

Van oudsher is een whaleboot (Engels: whaleboat) een lange, smalle roei- en zeilsloep, die gebruikt werd voor de jacht op walvissen. Het kenmerkende element, de spitse boeg (met minder opdrijvend vermogen), dient ervoor de boot door de golven te laten snijden. Een vollere boeg zou de boot eroverheen laten rollen, hetgeen de harpoenier sterk zou hinderen in richten van het harpoen. 
Tegenwoordig is een whaleboot niet meer van hout maar van kunststof. Bij de Amerikaanse marine worden ze gebruikt voor het vervoer van personen naar en van de wal en zijn daartoe gemotoriseerd. Het komt voor dat de oorspronkelijke bouwvorm bij deze boten is losgelaten en er zelfs een spiegel is aangebracht.  